# Val d’Isère
Val-d'Isère – gmina i ośrodek narciarski w południowo-wschodniej Francji, w regionie Owernia-Rodan-Alpy, w departamencie Sabaudia, w dolinie Tarentaise, w Alpach. Leży 5 km od granicy z Włochami. położone jest na granicy z parkiem narodowym Vanoise  stworzonym w 1963 roku. W 1992 roku odbyły się tu zawody w narciarstwie alpejskim w ramach Zimowe Igrzyska Olimpijskie 1992 na trasie Face de Bellevarde. A w 2009 roku miasto zorganizowało Mistrzostwa Świata w Narciarstwie Alpejskim. 
W gminie swoje źródła ma rzeka Isère. 

## Narciarstwo
W środkowo-wschodniej Val-d'Isère jest rozpoznawalne charakterystyczną zabudową chalet, podczas gdy w zachodniej części miasta dominuje architektura współczesna. Wraz z pobliskim Tignes stanowi część obszaru narciarskiego Espace Killy tworząc jeden z większych i najpiękniejszych ośrodków narciarskich na świecie.
W Val-d'Isère dzięki lodowcowi (Pissaillas Glacier) sezon narciarski trwa cały rok. W ostatnich latach lodowiec nieco się skurczył prawdopodobnie z powodu globalnego ocieplenia co spowodowało zmniejszenie obszaru narciarskiego. Niektóre trasy są sztucznie naśnieżane, by móc przyjąć coraz więcej narciarzy, ponieważ z roku na rok miłośników białego szaleństwa przybywa. Kurort posiada bardzo wiele wyciągów narciarski od nowoczesnych wyciągów gondolowych po wyciągi orczykowe. Jest także innowacyjna Kolej linowo-terenowa Funival która przebiega przez tunel pod górą Bellevarde wywożąc narciarzy i turystów na sam szczy góry Bellevarde. W samym Val-d'Isère trasy narciarskie są przeznaczone głównie dla zawodowych narciarzy, ale w pobliskim Tignes znajdują się nartostrady o różnym stopniu trudności.
Tignes posiada znacznie więcej tras narciarskich stoki są umiejscowione na górze Grande Motte o różnym stopniu trudności od tras zielonych (bardzo łatwe) po czarne (bardzo trudne). W obu wioskach nocą funkcjonuje bardzo dużo barów, restauracji i klubów. Bezpłatny autobus kursuje między miejscowościami w dolinie, co pięć minut od 08.00 do 18.00 z częstotliwością co 30min, zapewniając bezpłatny transport na terenie całej miejscowości Val d’Isère i La Daille.

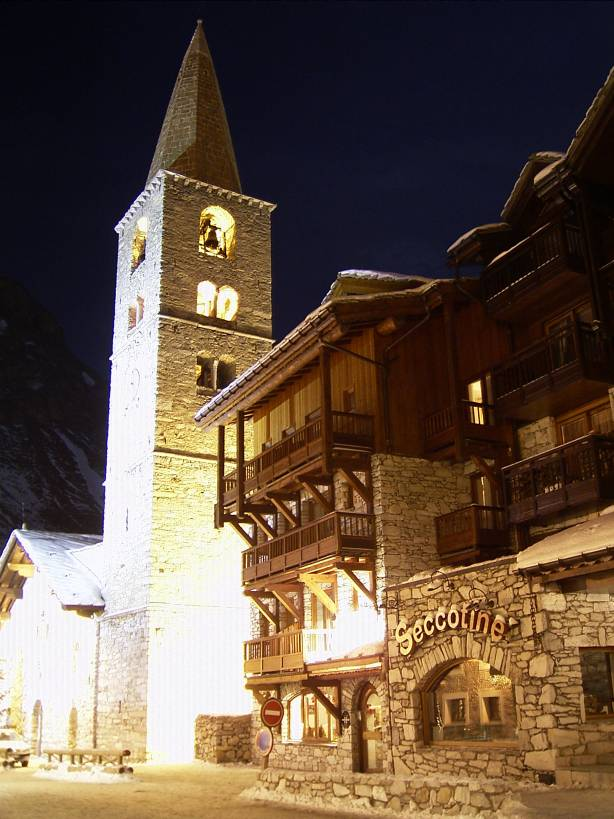
Kościół w Val-d'Isère

## Historia
Pierwsze osadnictwo człowieka w dolinie zanotowano jeszcze sprzed czasów imperium rzymskiego. Miasto otrzymało prawa miejskie w 1637 r, w 1664r została stworzona parafia i wybudowany kościół parafialny, który do dziś jest atrakcją turystyczną.
Narciarstwo w Val-d'Isère zostało zapoczątkowane w 1930 roku, kiedy to zbudowano pierwszy wyciąg orczykowy na stokach Solaise. Aktualnie w tym miejscu funkcjonuje kolejka linowa.

## Tarentaise Valley Skiing
W dolinie Tarentaise znajduje się największe skupisko światowej klasy ośrodków narciarskich, w skład nich wchodzą tzw. Trzy Doliny Les Arcs, La Plagne oraz Les Trois Vallées gdzie znajdują się takie ośrodki narciarskie jak (Courchevel, Méribel, Val Thorens i wiele więcej). Bilety tygodniowe na wyciągi w Val d’Isère / Espace Killy pozwalają na szusowanie do woli w dwóch wymienionych kurortach. Kiedyś były plany, by połączyć wszystkie kurorty narciarskie i utworzyć  największy na świecie teren narciarski. Jednak ta wizja została zakończona wraz z utworzeniem Parku Narodowego Vanoise.

## Tour de France
Val-d'Isère w roku 2007 gościło start 9 etapu najstarszego wyścigu kolarskiego świata Tour de France 2007.

## Znani ludzie
- Jean-Claude Killy (Dorastał w Val-d'Isère)